# Катарина Корша
Катарина Корша (рођ. Илић; Ваљево, 14. октобар 1987) српска је глумица и телевизијска водитељка.

## Каријера
Катарина Корша је основну школу и гимназију завршила у родном Ваљеву, а потом се преселила у Београд и уписала Факултет драмских уметности, у класи професора Владимира Јевтовића. Дипломирала је 2010. године. Глумачку каријеру започела је током студентских дана, када је у трећој години студија добила прву улогу. Након прве улоге уследиле су и остале — како у позоришту тако и на екрану. На почетку глумачке каријере појавила се у серијама Паре или живот и Тотално нови талас, као и у филму Здухач значи авантура. Играла је у позориштима Бошко Буха, Славија и Палилула. Забележила је улоге у представама Балкански секс и град, Гангрена друштва и Љубавници.
Заједно са глумом, Катарина је развијала каријеру водитеља и новинара на више телевизија и у најразличитијим форматима. Године 2012. започела је сарадњу са телевизијом Хепи, на којој тренутно ради као водитељка емисије Добро јутро Србијо. На истој телевизији водила је и емисије Гламур и Пази папарацо.
Такође је радила и као уредница, водитељка и репортерка портала Телеграф.рс, али и као менаџерка за односе с јавношћу хуманитарне акције Буди срећан.

## Приватни живот
У браку је са глумцем Данијелом Коршом, иначе класним другом с Факултета драмских уметности. Упознали су се у јуну 2006. године, на пријемном испиту за факултет. Имају двоје деце — сина и ћерку.

## Филмографија
| Год.       | Назив                 | Улога | Напомена         |
| ---------- | --------------------- | ----- | ---------------- |
| 2010-те    |                       |       |                  |
| 2008—2010. | Паре или живот        | Олга  | ТВ серија        |
| 2010.      | Тотално нови талас    | Синди | ТВ серија, 3 еп. |
| 2011.      | Здухач значи авантура | Синди |                  |
| 2013.      | Цимерке               | Маша  | ТВ серија        |
| 2018.      |                       | Дајен |                  |
| 2020-те    |                       |       |                  |
| 2020.      | Јужни ветар           | жена  | ТВ серија, 1 еп. |
| 2020.      | Клан                  | цица  | ТВ серија, 1 еп. |